# Commune rurale d'Uusikaupunki
La commune rurale d'Uusikaupunki (finnois : Uudenkaupungin maalaiskunta, abrev. finnois : Uudenkaupungin mlk) est une ancienne municipalité du sud ouest de la Finlande.

## Histoire
Au 1er janvier 1968, la superficie de la commune rurale d'Uusikaupunki était de 87,0 km2.
Et au 31 décembre 1968 elle comptait 831 habitants.
Le 1er janvier 1969, la commune rurale d'Uusikaupunki a rejoint Uusikaupunki.